# Мозак у бачви
Мозак у бачви (енгл. Brain in a vat) у филозофији је сценарио који се користи у разним мисаоним експериментима намијењеним извлачењу одређених особина људског схватања знања, стварности, истине, ума, свијести и смисла. То је модерна инкарнација злог демона, мисаоног експеримента Ренеа Декарта, а која потиче од Гилберта Хармана. Уобичајено за многе приче о научној фантастици, он представља сценарио по којем би луди научник, машина или други ентитет могао уклонити мозак особе из тијела, одложити га у бачву течности која би га одржавала у животу и повезати његове неуроне жицама са суперрачунаром који би му пружао електричне импулсе, оне које мозак нормално прима. Према таквим причама, рачунар би тада симулирао стварност (укључујући одговарајуће одговоре на мозгов сопствени излаз), а „бестјелесни” мозак би и даље могао имао сасвим нормална свјесна искуства, попут оних са „тјелесним” мозгом, а да они нису повезани са предметима или догађајима у стварном свијету.